# Albert Dubosq (voile)
Pour les articles homonymes, voir Albert Dubosq et Dubosq.
Albert Dubosq est un skipper français né le 2 octobre 1863 à Rennes et mort le 10 décembre 1946 à Nice. 

## Carrière
Albert Dubosq participe aux deux courses de classe 1-2 tonneaux de voile aux Jeux olympiques d'été de 1900, à bord du Nina Claire. Il remporte la médaille de bronze à l'issue de la première course et se classe quatrième à l'issue de la seconde.
Artiste peintre, il est membre de la section voile du Centre nautique de Nice.